# Simulium baatori
Simulium baatori är en tvåvingeart som först beskrevs av Rubtsov 1967.  Simulium baatori ingår i släktet Simulium och familjen knott.
Artens utbredningsområde är Mongoliet. Inga underarter finns listade i Catalogue of Life.